# Colmier-le-Bas

Colmier-le-Bas este o comună în departamentul Haute-Marne din nord-estul Franței. În 2009 avea o populație de 20 de locuitori.

## Evoluția populației
| An        | 1975 | 1982 | 1990 | 1999 | 2006 | 2009 |
| --------- | ---- | ---- | ---- | ---- | ---- | ---- |
| Populație | 22   | 49   | 35   | 31   | 23   | 20   |